# Stanisław Leśniewski

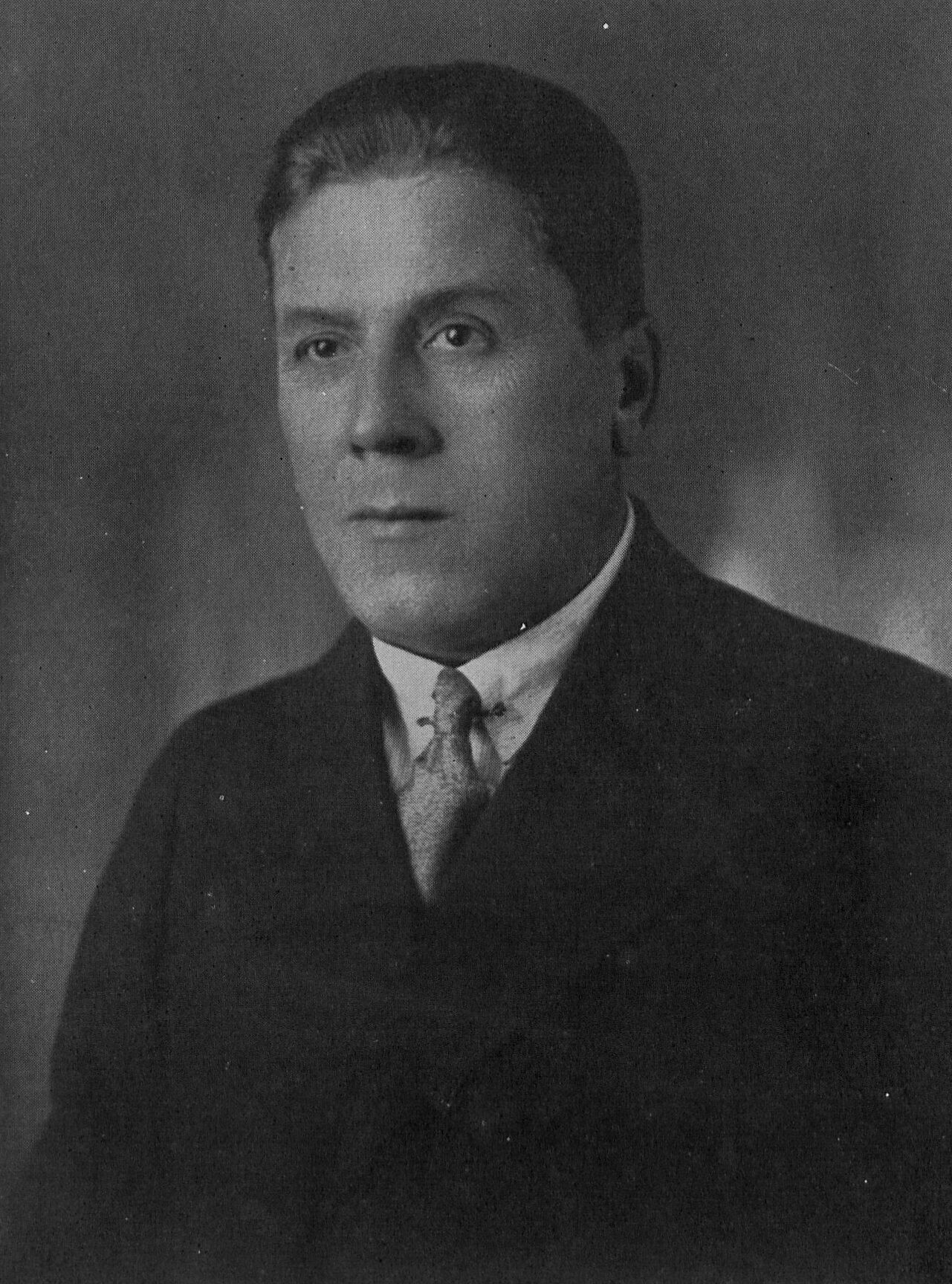
Stanisław Leśniewski

Stanisław Leśniewski (Serpukhov, 30 maart 1886 - Warschau, 13 mei 1939) was een Pools wiskundige, filosoof en logicus.

## Leven
Lesniewski bezocht de middelbare school in Irkoetsk. Later volgde hij colleges bij Hans Cornelius aan de Ludwig Maximilians-Universiteit en bij Wacław Sierpiński aan de Universiteit van Lviv.
Leśniewski behoorde tot de eerste generatie van de door Kazimierz Twardowski opgerichte Lwów-Warschau-school in de logica. Samen met Alfred Tarski en Jan Łukasiewicz vormde hij de trojka waardoor de Universiteit van Warschau tijdens het interbellum misschien wel het belangrijkste onderzoekscentrum in de wereld was op het gebied van de formele logica.